# Hexatoma (Eriocera) mesoxantha
Hexatoma (Eriocera) mesoxantha is een tweevleugelige uit de familie steltmuggen (Limoniidae). De soort komt voor in het Neotropisch gebied.